# The Stolen Earth
"The Stolen Earth" (KBS 더빙판: 지구를 도난당한 날)는 영국의 SF 드라마 닥터 후 시즌 4의 열두번째 에피소드로, 1967년 첫방송 개시 이래 750번째 에피소드이기도 하다. 2008년 6월 28일 영국 BBC One에서 처음 방송되었다. 총괄 프로듀서이자 수석작가인 러셀 T 데이비스가 각본을 맡았으며 스핀오프 드라마 <토치우드>와 <사라 제인 어드벤처>와의 크로스오버로 기획되었다. 전체 이야기 중에서 제1부에 해당되는 에피소드로, 2008년 7월 5일에는 제2부인 동시에 시즌 4의 최종화인 "Journey's End"가 방송되었다.
이번 에피소드의 줄거리는 2005년 러셀 체제가 시작된 이래 소개됐던 몇가지 굵직한 소재들을 마무리하는 식으로 진행되었다. 특히 시즌 4 내내 되풀이되는 '별이 사라지는 현상'의 원인이 이번 에피소드에서 밝혀지는데, 달렉 종족의 창조자 다브로스와 뛰어난 예지력을 갖지며 정신이 나가버린 달렉 칸의 주도로 달렉들이 지구를 비롯해 26개의 행성을 도난해 갔기 때문이었다. 닥터 (데이비드 테넌트)와 동행자 도나 노블 (캐서린 테이트)이 지구를 되찾으러 갔다가 닥터의 옛 동행자 잭 하크니스 (존 배로맨), 마사 존스 (프리마 아저먼), 사라 제인 스미스 (엘리자베스 슬레이든), 로즈 타일러 (빌리 파이퍼)가 모두 모여 닥터에게 연락하고 달렉을 물리치기 위한 작전에 나선다. 에피소드 막바지에 이르러 닥터는 달렉에게 총을 맞고 재생성을 시작하는 것으로 마무리된다.
달렉의 창조주 다브로스가 본편에 등장한 것은 올드 시즌 에피소드인 <Remembrance of the Daleks> (1988년) 이후 19년 만이며, 줄리안 블리치가 연기를 맡았다. 또한 <토치우드>의 주연인 그웬 쿠퍼 (이브 마일스 분), 얀토 존스 (개러스 데이비드로이드 분)와 <사라 제인 어드벤처>에 등장하는 루크 스미스 (토머스 나이트 분), 미스터 스미스 (성우 알렉산더 암스트롱)가 <닥터 후>에 처음으로 출연하는 에피소드이기도 하다. 이 중에서 이브 마일스와 알렉산더 암스트롱은 다른 역으로 닥터후에 출연한 전력이 있다. 이밖에도 아조아 안도와 퍼넬러피 윌턴이 마사 엄마 프랭신 존스와 해리엇 존스 전 영국 총리로 오랜만에 드라마에 복귀했다. 카메오로는 폴 오그래디와 리처드 도킨스가 작중 TV 출연자로 등장하다.
이번 에피소드의 기획은 2007년 초에 시작되었으며, 2부작 구성 피날레로서 장대한 스케일과 줄거리를 담는 것으로 기획되었다. 정규 시즌으로는 러셀 T 데이비스, 줄리 가드너, 필 콜린슨이 프로듀서를 맡는 마지막 스토리였으며, 필 콜린슨의 경우 이번 편을 끝으로 프로듀서직에서 하차했다. 러셀 T 데이비스와 줄리 가드너는 이후 스페셜 시즌까지 제작하였으며, 2010년 시즌 5부터는 스티븐 모펏과 피어스 웽거가 총괄 프로듀서를 맡게 되었다. 이야기의 주요 설정은 이미 2007년 7월에 굳혀졌고, 2007년 12월 7일부터 31일까지 각본 작업이 진행되었다. 촬영 작업은 2008년 2월과 3월에 진행되었으며, 포스트프로덕션 작업은 에피소드가 방영되기 불과 2주 전인 2008년 6월 중순에 완료되었다. 작중 드러나는 정보를 가능한 한 많이 숨기기 위해 방송 16일 전에야 에피소드 제목이 공개되었으며, 프리뷰 DVD에서도 달렉이 닥터를 쏘는 바람에 재생성을 시작하는 장면은 생략되었다. 또 첫방송 당시 다음화인 "Journey's End"의 예고편은 생략된 채 'To Be Countinued'라는 자막만 띄웠다.
"The Stolen Earth"는 시청자와 평론가로부터 긍정적인 평가를 받았다. 영국 시청지수는 91점으로 닥터 후 역사상 최고 기록은 물론, TV 프로그램 중에서도 최고 기록이었다. 첫방송 당시 영국에서 878만 명이 시청하였으며, 한주간 시청률 2위 프로그램으로 등극하였는데 이는 닥터 후 역사상 최고 순위였다. 평론가들의 반응은 압도적인 호평이었다. 니컬러스 브리그스의 달렉 칸 연기, 줄리언 블리치의 다브로스 연기가 돋보였다며 좋은 평가를 얻었고, 러셀 T 데이비스가 맡은 각본 역시 거의 모든 부분에서 높이 평가받았다. 아울러 닥터가 재생성을 시작한 것으로 끝난 것은 예상을 초월한 것으로 시청자들 사이에서 닥터 후에 대한 전례 없는 수준의 관심을 불러일으켰으며, 이는 다음화인 "Journey's End"까지 이어졌다.

## 줄거리
'배드 울프' 메시지를 전해받은 닥터는 곧바로 타디스를 타고 지구로 건너오지만 아직까지 멀쩡한 상태였다. 그런데 그 순간 지구가 궤도 밖의 알 수 없는 공간으로 순간이동한다. 닥터는 지구가 어디로 갔는지 찾기 위해 범우주 경찰조직인 그림자 선언 (Shadow Proclamation)과 접촉한다. 닥터와 도나는 지구를 포함해 총 27개의 행성이 사라졌음을 확인하고, 이들이 가까이 있는 동안 어떤 특정한 패턴을 따라 자동으로 배치된다는 사실을 확인한다. 도나는 최근 지구에서 꿀벌이 사라지고 있다는 현상을 떠올리고, 그 사실을 통해 닥터는 지구의 위치를 추적하여 우주간의 균열인 메두사 폭포 (Medusa Cascade)에 다다른다.
한편 달렉이 나타나 지구를 빠르게 장악한다. 그 배후에는 달렉의 창조주 다브로스와 수프림 달렉이 있었다. 다브로스는 당초 시간 전쟁에 휘말려 죽은 것으로 알려져 있었으나, 긴급 시간이동으로 전장에 나간 달렉 칸의 도움으로 목숨을 구한 것이었다. 달렉 칸은 시간 전쟁에 개입하는 데 필요한 힘을 이기지 못하는 바람에, 예지력과 더불어 정신이 나가버리게 되었다.
그 사이, 달렉을 이전에 만난 적이 있었던 닥터의 옛 동행자들은 각자 자기 위치에 숨어 있었다. 해리엇 존스 전 총리는 서브웨이브를 이용한 비밀 연락망을 가동해 닥터의 옛 동행자들을 대상으로 비상호출을 하고, 마사 존스, 캡틴 잭, 사라 제인 스미스가 호출에 응한다. 그 가운데 로즈 타일러도 화상통화를 연결하지만 정작 다른 동행자들에게는 화면이 보이지 않아 눈으로만 지켜볼 수 밖에 없게 되었다. 네 사람은 닥터에게 지구의 위치를 알리기 위해 서브웨이브 신호를 최대한으로 증폭시킨다. 사라 제인은 슈퍼컴퓨터 미스터 스미스의 연산 능력을 사용하고, 캡틴 잭과 토치우드 팀원 그웬 쿠퍼, 얀토 존스는 카디프의 틈을 열기 시작한다. 결국 닥터는 지구로부터 온 신호를 수신하고, 달렉도 이를 눈치챈다. 닥터는 '시간의 주머니' (pocket of time)에 가둬진 지구를 찾아내고, 달렉들은 신호의 발신지를 찾아 해리엇 존스를 죽인다.
주머니 속 우주에 들어간 닥터는 서브웨이브 신호를 통해 옛 동행자들의 얼굴을 반갑게 맞이한다. 그때 다브로스가 신호를 탈취해 '나는 부활했고 승리는 임박했다'며 닥터를 조롱한다. 닥터는 통신연결을 끊고 동행자들을 한데 불러모으기로 한다. 타디스가 착륙한 어느 주택가에서 닥터는 본인을 찾아 나선 로즈를 발견한다. 기쁜 마음으로 서로를 향해 달려가던 그 순간, 닥터는 갑자기 나타난 달렉에게 총을 맞는다. 곧바로 캡틴 잭이 순간이동하여 달렉을 파괴하지만, 닥터는 쓰러지고 만다.
토치우드 기지에 남아 있던 그웬과 얀토는 기지 안으로 쳐들어오는 달렉에 맞서 싸우기로 결심하고 결전을 기다린다. 사라 제인은 닥터를 찾기 위해 차를 타고 출발했다가 달렉 두 마리와 마주치는 바람에 꼼짝없이 죽을 위기에 처한다. 캡틴 잭과 로즈, 도나는 닥터를 타디스로 옮긴다. 그곳에서 닥터는 재생성을 시작한다.

## 내용주
1. ↑  크레딧에는 '바니 에드워드' (Barney Edwards)로 잘못 표기되었다.

### 인용
1. ↑  Pixley, Andrew (2008년 8월 14일). “The Stolen Earth / Journey's End”. 《Doctor Who Magazine》. The Doctor Who Companion: Series 4권 Special Edition 20호 (Royal Tunbridge Wells: Panini Comics). 126–145쪽.
2. ↑  Spilsbury, Tom (2008년 6월 24일). “More Top Tens for Ten”. 《Doctor Who Magazine》. 397호 (Royal Tunbridge Wells: Panini Comics). 13쪽.[note 1]
3. ↑  “Doctor Who, Series 4, The Stolen Earth”. 《BBC One Programmes》. BBC. 2008년 6월 28일. 2009년 4월 22일에 확인함.
4. ↑  As depicted in the 2007 episode "Evolution of the Daleks".
5. ↑  The former companions who appear in this episode had encountered the Daleks in the 1974 serial Death to the Daleks; the 1975 serial Genesis of the Daleks; the 2005 episodes "Dalek", "Bad Wolf", and "The Parting of the Ways"; the 2006 episodes "Army of Ghosts" and "Doomsday", and the 2007 episodes "Daleks in Manhattan" and "Evolution of the Daleks".
6. ↑  Phillip Schofield, Ruth Langsford (presenters) (2008년 7월 4일). 〈Interview with Russell T Davies〉. 《This Morning》.  11:08 am에 발생. ITV. ITV1. Sometimes you have to kill a character, like Harriet Jones, played by Penelope Wilton, [who] dies in the last one.

### 참고 문헌
- Davies, Russell T; Cook, Benjamin (2008년 9월 25일). 《The Writer's Tale》 1판. BBC Books. ISBN 978-1-84607-571-1.
- Walker, Stephen James (2008년 12월 17일). 《Monsters Within: the Unofficial and Unauthorised Guide to Doctor Who 2008》. Tolworth, Surrey, England: Telos Publishing. ISBN 978-1-84583-027-4.